# Nine Arch Bridge
Nine Arch Bridge (pont aux neuf arches), également appelé Bridge in the Sky (pont dans le ciel), est un pont viaduc mis en service en 1921 au Sri Lanka.
C'est l'un des meilleurs exemples de construction ferroviaire de l'époque coloniale dans le pays.

## Histoire
La construction du pont est généralement attribuée à un constructeur local ceylanais, P.K. Appuhami, en consultation avec des ingénieurs britanniques,. Le concepteur en chef et chef de projet du projet de « ligne ferroviaire de l'arrière-pays de Ceylan » est D.J. Wimalasurendra, un éminent ingénieur et inventeur de Ceylan. Le concepteur du viaduc est Harold Cuthbert Marwood du Département de la construction ferroviaire du Ceylon Government Railway. Le rapport de 1923, intitulé "Construction d'un viaduc ferroviaire en béton à Ceylan", publié par l'Association des ingénieurs de Ceylan contient des détails sur tous les dossiers, y compris les plans et les dessins.
L'ouvrage est situé à Demodara, entre les gares d'Ella et de Demodara. La région environnante a connu une augmentation constante du tourisme en raison de l'ingéniosité architecturale du pont et de la verdure abondante des collines voisines.
Des rumeurs populaires suggèrent que lorsque les travaux de construction ont commencé sur le pont, la Grande Guerre a commencé entre les empires européens et l'acier affecté à ce site a été réaffecté aux projets liés à la guerre britannique sur le front de bataille. En conséquence, les travaux se sont arrêtés, ce qui a conduit les habitants à construire le pont avec des briques de pierre et du ciment, mais sans acier,.

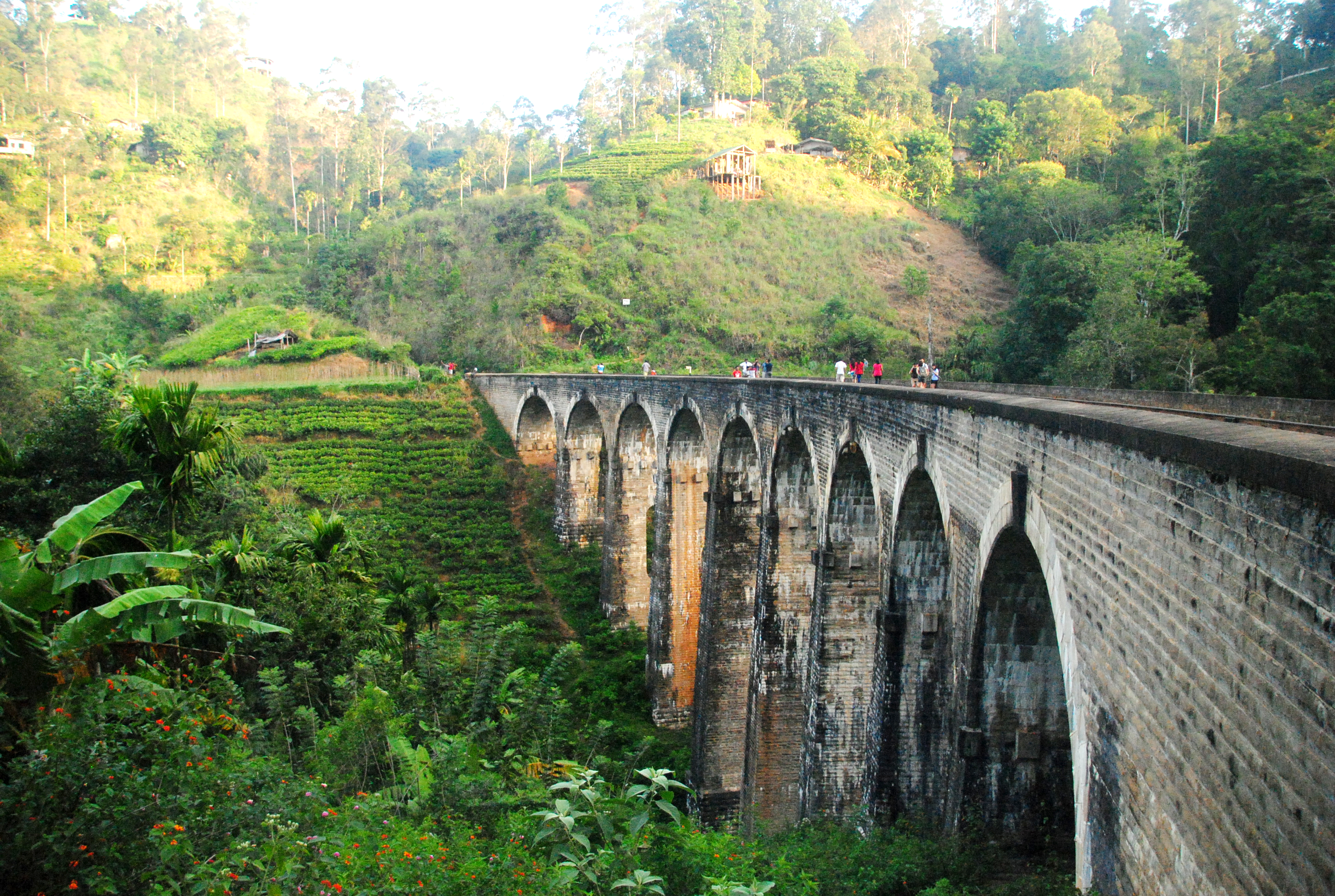
Pont aux Neuf Arches, Sri Lanka en 2017.